# Coppa Sabatini 1991
La Coppa Sabatini 1991, trentanovesima edizione della corsa, si svolse il 2 ottobre 1991 su un percorso di 214 km. La vittoria fu appannaggio dell'italiano Franco Chioccioli, che completò il percorso in 5h23'00", precedendo i connazionali Stefano Colagè e Franco Ballerini.

## Ordine d'arrivo (Top 10)
| Pos. | Corridore           | Squadra                   | Tempo    |
| ---- | ------------------- | ------------------------- | -------- |
| 1    | Franco Chioccioli   | Del Tongo                 | 5h23'00" |
| 2    | Stefano Colagè      | ZG Mobili-Bottecchia      | s.t.     |
| 3    | Franco Ballerini    | Del Tongo                 | s.t.     |
| 4    | Davide Cassani      | Ariostea                  | s.t.     |
| 5    | Maximilian Sciandri | Carrera Jeans-Tassoni     | s.t.     |
| 6    | Stefano Della Santa | Amore & Vita              | s.t.     |
| 7    | Mauro Gianetti      | Helvetia-La Suisse        | s.t.     |
| 8    | Giuseppe Petito     | Gis Gelati-Ballan         | s.t.     |
| 9    | Sandro Vitali       | Jolly Componibili-Club 88 | s.t.     |
| 10   | Andrea Ferrigato    | Ariostea                  | s.t.     |